# Dubbelkors

Enkelkorset (†) och dubbelkorset (‡) i olika utformningar.

Dubbelkors eller dubbelkorstecknet (‡) är en symbol eller ett tecken som tidigare användes som nottecken i svensk text, men som på senare tid har fått ge vika åt det mer praktiska systemet med löpande siffror – i engelsk text används dock dubbelkorset som nottecken betydligt oftare.
Enligt den internationella kemiunionen IUPAC används dubbelkorset i exponentläge direkt efter storhetssymbolen, vid de storheter som berör ett aktiverat komplex:
- ΔH‡ för aktiveringsentalpi.

I tredje utgåvan av Quantities, Units and Symbols in Physical Chemistry används Skilt från-tecknet (≠) som en alternativ symbol i detta sammanhang.
Tecknet används även i schacknotation över schackpartier för att beteckna schackmatt.
HTML-koden för dubbelkorset är &Dagger; och Unicode-koden är U+2021 (Double dagger).
På engelska är namnet för dubbelkorset double dagger (dubbeldolk, i översättning) eftersom det liknar en dolk med två "handtag".